# René Massuet
René Massuet est un savant bénédictin de la congrégation de Saint-Maur, né le 13 août 1666 et mort le 11 janvier 1716, en l'abbaye de Saint-Germain-des-Prés.

## Biographie
Né en 1666 à Saint-Ouen de Mancelle, près de Bernay, en Normandie, Massuet embrassa la vie religieuse à l’âge de seize ans, et, après avoir terminé ses études, fut chargé d’enseigner la philosophie et la théologie dans différentes maisons de l’ordre. Pendant un séjour qu’il fit à Caen, il obtint de ses supérieurs la permission de fréquenter les cours de l’université, et y reçut le grade de licencié en droit. Il fut envoyé à Rome en 1702, et s’y appliqua surtout à l’étude du grec ; l’année suivante il vint à l’abbaye de Saint-Germain-des-Prés, où il continua de partager son temps entre l’étude et ses devoirs. Après la mort de dom Ruinart, il fut chargé de continuer les Annales de l’ordre de St-Benoît, et il en publia le 5e volume, terminé par son prédécesseur, auquel il ajouta une Vie abrégée de dom Mabillon et de dom Ruinart. D’autres occupations le détournèrent de ce travail, qui fut confié dans la suite à dom Martène, mais qui n’a jamais été achevé. Dom Massuet mourut d’apoplexie à l’abbaye de Saint-Germain, le 11 janvier 1716.

## Œuvres
On lui doit une excellente édition des Œuvres d’Irénée de Lyon, Paris, 1710, grand in-fol., enrichie de préfaces, de notes et de dissertations très-curieuses ; — une Lettre au P. Jean-Baptiste Langlois, jésuite, en réponse aux critiques qu’il avait publiées de l’édition des Œuvres de St-Augustin ; — une autre à l’évêque de Bayeux sur son mandement portant condamnation de plusieurs propositions soutenues à l’abbaye de St-Étienne de Caen, la Haye, 1708, in-12 ; — Cinq Lettres adressées à dom Bernard Pez et insérées dans les Amœnitates litterar. de Schelhorn, t. 18. Elles contiennent des anecdotes et des nouvelles littéraires. Il a laissé en manuscrit un volume in-fol. intitulé Augustinus græcus ; c’est un recueil de tous les passages de Jean Chrysostome touchant la doctrine de la Grâce.